# Dykutrustning

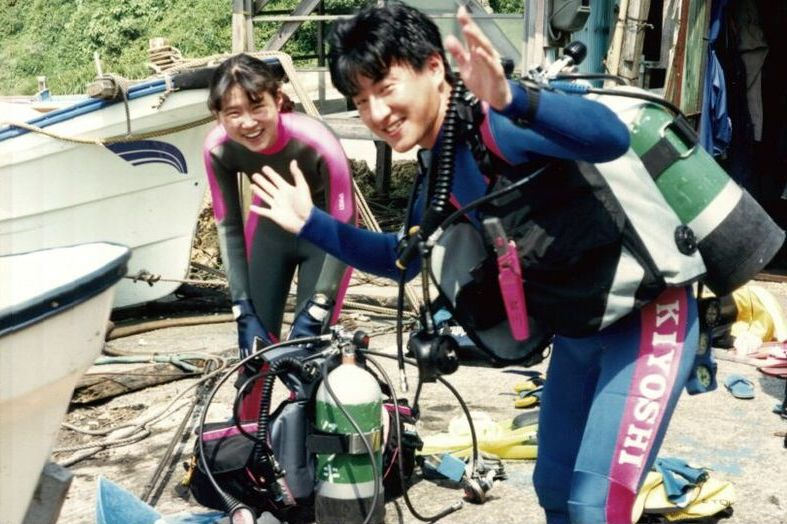

Dykutrustning är den utrustning som en dykare behöver för att kunna andas, hålla värmen, bibehålla orienteringen, och genomföra sitt uppdrag under vatten.
Olika typer av dykning kräver olika typer av utrustning. Den vanligaste typen av utrustning för andning kallas internationellt SCUBA (Self-Contained Underwater Breathing Apparatus), vilket innebär frisimmande dykare som bär sitt andningsförråd själv, ofta kallad grodman. Dykning med sådan utrustning kallas därför scubadykning. För att utföra ett säkert scubadyk bör följande utrustning ingå:

## Gasförråd
Gasförrådet är den mängd andningsgas som dykaren har med sig under en enskilt dyk. Gasen kan förvaras i en eller flera dykflaskor som i sin tur kan ha olika volymer. Andningsgasen är vanligtvis luft, men det finns även andra gasblandningar av syre plus kväve och/eller helium. Syre-kväve-blandning med något högre syreinnehåll än vanlig luft kallas nitrox, en blandning av alla tre gaserna kallas trimix och en blandning av syre och helium kallas heliox.

## Regulatorpaket
En regulator är en anordning som omvandlar ett högt gastryck till ett lägre. Inom dykningen används en regulator i två steg: Det första steget omvandlar gasen till ett tryck som är några bar högre än det omgivande trycket. Vid det andra steget (doseringsventilen) sänks trycket så att det motsvarar det omgivande trycket. Regulatorn monteras i kranen på flaskan.

## Blyvikter
Blyvikter motverkar den naturliga flytkraften en person och dykutrustningen har så att man kan stanna under vatten utan att varken sjunka eller flyta. I kombination med luftkuddar som fylls på eller ur uppnår man med rätt vikt neutral, positiv eller negativ flytförmåga så att man kan sväva, flyta upp eller sjunka i vattnet. Blyvikterna kan bestå av hagel eller solida vikter. Vikterna är fästa så att man snabbt kan släppa dem i en nödsituation och därigenom få bättre flytförmåga. Vikterna sitter antingen på ett bälte, i fickor på dykarvästen eller i behållare på luftflaskorna. Har man en tjockare dykdräkt för kallare vatten kan tyngre vikter behövas, såvida inte den övriga utrustningen också väger mer, så som vid grottdykning. En torrdräkt kräver i regel mer bly än en våtdräkt.

## Dykväst

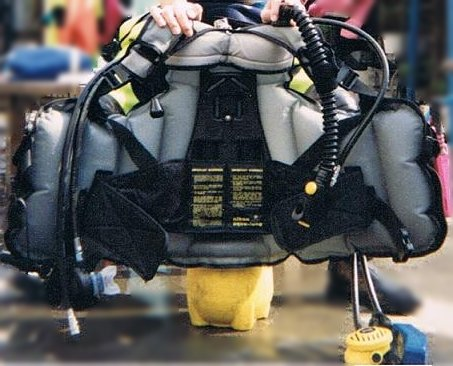
Jackväst

Dykvästen påminner om en väst och används för att avväga dykaren i vattnet. Västen har en inbyggd luftblåsa som expanderar när luft släpps in och ger dykaren ökad lyftkraft: dykaren stiger uppåt. När luft släpps ut minskar blåsans volym och dykaren sjunker. Västen används även för att bära flaskan.

## Inflatorslang
Slangen sitter på dykvästen och med den släpper man ut luft. Då man gör det skall slangen vara i det översta läget i förhållande till västen/dykaren. Därför måste slangen vara fri och lättåtkomlig under hela dyket. På den finns en knapp för inblåsning, och en för att släppa ut luft. man kan även blåsa in luft manuellt i slangen om automatiken inte skulle fungera, eller om luften skulle vara slut. På en del inflatorslangar kan man dra i slangen för att släppa ut luft, och några har ett munstycke som liknar ett andningsmunstycke. Då kan man lättare få tag på luft i västen och använda denna till några extra andetag i en nödfallssituation.

## Dumpventil
Det är bra att ha sådana ventiler för att parkamraten eller du själv lätt kan komma åt och dumpa luft i dykvästen, om man får en okontrollerad uppstigning av någon anledning. De flesta nyare modeller av dykvästar har sådana ventiler, som vanligtvis sitter i höfthöjd längs sidorna, så de är lättåtkomliga både framifrån och bakifrån.

## Dykmask (Cyklop)

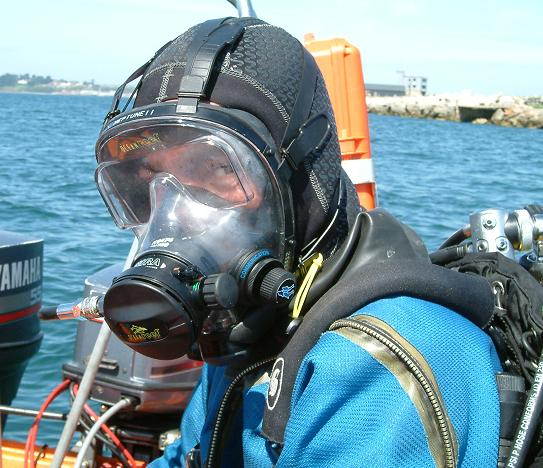
Dykare i heltäckande dykmask.

Masken består av ett eller flera härdade glas monterade i en ram med silikon eller gummitätningar mot ansiktet. Dykmasken täcker nedre delen av pannan, ögonen, kindbenen och näsan. Under vatten måste masken tryckutjämnas för att kompensera för den ökande kompressionen på större djup, därför är det nödvändigt att den täcker näsan.
Under vatten uppstår ett optiskt fenomen där dykaren upplever att föremålen han ser är både större och närmare. Detta beror på att ljuset bryts olika i luften (innanför masken) än i det omgivande vattnet. Se även cyklop.

## Djupmätare
Mäter djupet. Det finns både analoga och digitala djupmätare. Analoga djupmätare har en större felmarginal. Digitala mätare mäter ner på centimetern.

## Manometer
En manometer mäter trycket i flaskan och, eftersom flaskans volym är konstant, även mängden andningsgas. Trycket anges vanligen i bar.

## Klocka
Klockan behövs för att man inte skall överskrida den bestämda dyktiden man uppgett till dykledare eller annan ytpersonal(ex. räddningsdykare). Om man skulle missa tiden så måste man göra ett obligatoriskt säkerhetsstopp. Hur länge det skall vara beror på hur för länge under vattnet man varit, och hur mycket luft man har kvar. Med klockan kan man också pejla in hur länge man kan dyka, för att hinna tillbaka till uppstigningsplatsen innan luften tar slut. Skall man göra flera dyk samma dag, behöver man noga veta tiden ner från ytan och tiden upp. Dykuppstigningstid räknas från det att dyket avbryts och direktuppstigning påbörjas. Man behöver veta vilken ytintervall, det vill säga hur lång tid man skall vara på ytan innan man kan göra nästa dyk. Annars är risken den att man inte har koll på mängden kväve som bildats i blodet.
Dagens dykare använder en dykdator där klocka, djupmätare och manometer är integrerad.

## Kniv
En dykkniv behövs främst för risken att fastna i nät, ankarlinor eller dylikt. Däremot behöver man knappast vara orolig för att fastna i sjögräs eller alger. Skulle man göra det så ta det bara lugnt så fixar det sig ändå. Kniven är en utrustning som nästan aldrig behövs, men som bör finnas med. Den bör ha sågtänder och placeras säkrast på benet, så man inte riskerar att skära sönder något om man har den på överkroppen.

## Dyklampa
Även på dagen är det bra att ha en dyklampa på sig. Sikten kan försvinna snabbt då också och klippskrevor är nästan lika mörka på dagen som på kvällen ibland. Men dyker man på natten skall man minst en extra dyklampa med sig, även om dykkompisen också har en lampa.

## Kompass
Kompassen är viktig eftersom man lätt tappar orienteringsförmågan under vattnet. Om man navigerar med hjälp av strömmar, så kan dessa ändras på olika djup och temperaturer. Därför är kompassen mer tillförlitlig, men är den inbyggd i dykkonsollen så kan den lätt hänga sig och det måste man ha koll på. En vanlig silvakompass funkar bra.

## Parlina
Parlinan är en lina med flytegenskaper men det flöte och öglor i båda ändarna. Den rekommenderade och vanligaste längden är 3 meter för en parlina. Det finns olika rekommendationer gällande parlina, men enligt NAUI bör man ha det när sikten är under 10m under vatten. Annars kan man lätt tappa bort sin parkamrat trots att avståndet kanske bara var någon eller några meter. Linan ser till att dykparet aldrig är längre ifrån varandra än att den andre kan vara en assistent så fort det behövs. Även om man dyker med en ivrig och snabb dykare resp. en seg och långsam, så måste tempot anpassas till det lägre, och det är ju så det skall vara. Visst kan man trassla in sig lite ibland, men det är inte så farligt. Det är även en trygghet för säkerhetspersonalen på ytan att veta, att dykparen hela tiden håller ihop med linan.
En parlina kan också i vissa fall öka risken för problem, exempelvis när risk för intrassling föreligger. Då bör man överväga att dyka utan lina alternativt låta bli att dyka.
Det förekommer en debatt mellan de olika utbildningssystemen inom dykningen om parlinans vara eller icke vara.
Det negativa med en parlina är risken att vid en okontrollerad uppstigning, en så kallad korkning, dras även parkamraten med och därmed riskerar båda dykarna tryckfallssjuka, även känt som dykarsjuka.

## Simfenor
Fenor används för att ge dykaren fart, då man inte effektivt kan använda armarna till det. Det finns flera olika typer av fenor, till exempel helfots-, hälrems- och monofenor.

## Snorkel

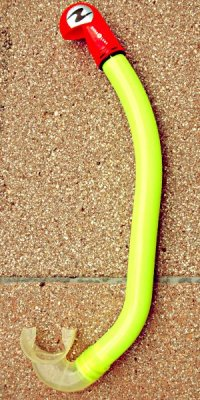
Snorkel

Den används även om man dyker med komprimerad luft, eftersom den är en extra säkerhet vid hög sjö och man har en slut-på-luftensituation en bit ut på ytan, och det går hög sjö. Man sparar då på krafterna eftersom man inte behöver få upp huvudet så högt. Den gör så man sparar på luft också innan man ytsimmat till dykplatsen.

## Torrdräkt/våtdräkt
En torrdräkt är att föredra i våra kallare vatten, eftersom då den fylls med luft håller vattentrycket borta och därför förblir torr. Risken med denna dräkt är att luften alltid strävar till sitt översta läge och därför vandrar i dräkten beroende på dykarens position i vattnet. Torrdräktskurs rekommenderas därför för dykare som inte tidigare dykt med torrdräkt. Man behöver lära sig hur man kan kompensera denna luftvandring samt hur man häver omfattande luftvandring till benen, något som kan leda till uppflyt. Det finns s.k. skaldräkter samt neoprendräkter. Skaldräkterna är tillgängliga i ett flertal olika material, bland annat trilaminat och vulkaniserat gummi. Skaldräkterna har samma egenskaper oberoende vilket djup man är på, men de behöver ett varmare underställ oftast. Neoprenmodellen komprimeras på större djup och är därför inte att rekommendera för djupdykning, men är lättare att dyka med i avseende att den inte kräver ett underställ på sommaren.
Våtdräkter finns i olika tjocklekar, men 7mm neopren semidry är att föredra i svenska vatten. Dykardräkter skyddar både dykaren (mot till exempel skrapsår och brännmaneter)och den marina miljön.

## Visselpipa
En visselpipa bör sitta lättåtkomlig och endast användas i nödfall, då övriga nödsignaler inte hjälpt.

## Dykflagga
I Sverige används signalflagga A, den skall vara med om man dyker i privat sällskap. Organiserad dykning ansvarar för att ha med denna. Den varnar båtar för att inte gå inom dykområdet, men det gäller även att dykarna ser till att hålla sig inom dykområdet så att de inte sticker upp huvudet utanför området, för då är flaggan till ingen nytta, trots att omgivande båtar håller sina avstånd.